# Шугрем

Шугрем — река в России, протекает в Гайнском районе Пермского края. Устье реки находится в 99 км по правому берегу реки Лупья. Длина реки составляет 24 км. В 5,3 км от устья принимает слева реку Шугремшор.

## Данные водного реестра
По данным государственного водного реестра России относится к Камскому бассейновому округу, водохозяйственный участок реки — Кама от истока до водомерного поста у села Бондюг, речной подбассейн реки — бассейны притоков Камы до впадения Белой. Речной бассейн реки — Кама.
Код объекта в государственном водном реестре — 10010100112111100002065.